# Stefano de Bagnone
Stefano de Bagnone (Bagnone, 1418 - Florencia, 3 de mayo de 1478) fue un monje italiano, conocido por formar parte de la Conspiración de los Pazzi.

## Biografía
Stefano de Bagnone era el capellán de Jacobo de Pazzi, de ideas liberales y republicanas, sentía odio por Lorenzo de Médici considerándolo un peligroso tirano. El 26 de abril de 1478 se le confió la tarea de asesinar a Lorenzo durante la Santa misa en Santa Maria del Fiore. Durante la elevación del cáliz, mientras Bernardo Bandini y Francesco de Pazzi mataban a Juliano de Médici, Stefano y Antonio Maffei hirieron a Lorenzo pero logró resguardarse en la sacristía norte de la iglesia.
Fue capturado del 3 de mayo y, después de ser linchado por la multitud, fue ahorcado junto a a Antonio Maffei en la Plaza de la Señoría.

## En la cultura popular
El personaje de Stefano de Bagnone aparece como objetivo de Ezio Auditore en el videojuego Assassin's Creed II.